# 1971 Hagihara
1971 Hagihara eller 1955 RD1 är en asteroid i huvudbältet, som upptäcktes 14 september 1955 av Indiana Asteroid Program vid Indiana University Bloomington med Goethe Link Observatory. Asteroiden har fått sitt namn efter Yusuke Hagihara.
Asteroiden har en diameter på ungefär 12 kilometer och den tillhör asteroidgruppen Eos.